# كاسل كراشرز
كاسل كراشرز أو محطمو القلعة هي لعبة فيديو ثنائية الأبعاد على غرار ألعاب التقطيع والذبح، تم تطويرها بواسطة ذا بيهيموث . تتميز بالموسيقى التي أنشأها أعضاء نيو جراوندز . تم إطلاق إصدار إكس بوكس 360 في 27 أغسطس 2008 عبر إكس بوكس لايف آركيد كجزء من إكس بوكس لايف سمر أوف آركيد. تم إطلاق إصدار بلاي ستيشن 3 في أمريكا الشمالية في 31 أغسطس 2010 و 3 نوفمبر 2010 في أوروبا عبر بلاي ستيشن نيتورك . وتم الإعلان عن إصدار مايكروسوفت ويندوز حصريًا لـ ستيم في 16 أغسطس 2012.  تدور أحداث اللعبة في عالم خيالي من العصور الوسطى يسرق فيه ساحر مظلم بلورة صوفية ويأسر أربع أميرات. يكلف الملك أربعة فرسان لإنقاذ الأميرات، واستعادة الكريستال، وتقديم الساحر إلى العدالة.
في 15 يونيو 2015  أعلنت ذا بيهيموث عن كاسل كراشرز المعدلة، وهي نسخة معدلة من اللعبة لأجهزة إكس بوكس ون، بينما تلقتها نسخة ستيم في شكل تحديث مجاني. يتميز الإصدار المعاد تصميمه بنسيج عالي الجودة ومعدل إطارات غير محدد وتحسينات في الأداء ولعبة صغيرة إضافية.  تم إصدار هذا الإصدار لاحقًا لجهاز نينتندو سويتش وبلاي ستيشن 4 في 17 سبتمبر 2019.

## اللعب
كاسل كراشرز عبارة عن لعبة تقطيع وذبح تتضمن عددًا صغيرًا من عناصر ألعاب الفيديو تقمص الأدوار. بعد اختيار شخصية يختار اللاعب مرحلة البداية من خلال خريطة العالم العلوي .  بعد الانتهاء من المرحلة يكون للاعب خيار العودة إليها أو الانتقال إلى مرحلة أخرى. تعرض الخريطة أيضًا المتاجر حيث يمكن لشخصية اللاعب شراء العناصر والأسلحة باستخدام العملات المعدنية المكتسبة من الأعداء المهزومين والزعماء والصناديق. يمكن فتح مراحل الحلبة حيث يمكن لشخصية اللاعب أن تواجه تحديات لفتح شخصيات إضافية مثل القروي.
تدعم كاسل كراشرز اللعب التعاوني لما يصل إلى أربعة لاعبين محليًا أو عبر الإنترنت. يتم تحديد تقدم اللعبة من حيث المراحل التي تم فتحها من قبل اللاعب الأبعد، على الرغم من أن بعض المستويات تتطلب من جميع اللاعبين فتحها قبل الانتقال إليها لكن مع ذلك  ستكتسب كل شخصية لاعب نقاط خبرة وتكتسب الثروة والأسلحة والأجرام السماوية الحيوانية بشكل مستقل أثناء تقدمها مع بقية المجموعة.  في كل مرحلة يمكن للاعب استخدام هجمات المشاجرة والجمع. تتمتع كل شخصية بقدرة سحرية فريدة من نوعها من أجل هزيمة الأعداء ونقاط الحياة التي إذا استنزفت من هجمات العدو سيؤدي إلى هزيمة الشخصية في المعركة. في وضع اللاعب الفردي تنتهي المرحلة بينما في اللعب الجماعي التعاوني ، قد يحاول اللاعبون الآخرون إحياء الشخصية التي سقطت. 
تكتسب الشخصيات نقاط خبرة من خلال إتلاف الأعداء مما يسمح للشخصية بالارتقاء إلى المستوى. المستوى 99 هو أعلى مستوى. يسمح كل مستوى يتم اكتسابه للاعب بتخصيص نقاط نحو السمات القتالية الأساسية الأربعة للشخصية.  بعض المستويات المتقدمة تمنح أيضًا هجمات مركبة جديدة. يتم تتبع التقدم لكل من الشخصيات التي يمكن تشغيلها على حدة.  يتم أيضًا تتبع المستوى السحري للشخصية بواسطة متر ويتم تجديده بمرور الوقت. يمكن العثور على العديد من الأسلحة في اللعبة ولكل منها تأثيرات مختلفة على سمات الشخصية عند تجهيزها. يمكن للاعب العثور على رفقاء من الحيوانات لشخصيتهم التي قد تساعد في المعركة، أو لتحسين سمات الشخصية، أو توفير قدرة خاصة أخرى مثل الكنز المتزايد المكتسب من الأعداء المهزومين. 
كل نسخة من اللعبة تتميز ب لعبتين مصغرتين. في آرينا أول لعبة مصغرة تحاول شخصيات اللاعب البقاء على قيد الحياة عبر عدة موجات من الأعداء، أو محاربة بعضهم البعض. هذه اللعبة المصغرة متوفرة في جميع الإصدارات. تتميز إصدارات إكس بوكس 360 و ماك أو إس إكس و مايكروسوفت ويندوز بلعبة مصغرة تسمى "All You Can Quaff" ، وهي مسابقة هرس الأزرار لمحاولة تناول أكبر قدر ممكن من الطعام.  ومع ذلك فإن إصدار بلاي ستيشن 3 يتميز بلعبة مصغرة للكرة الطائرة لما يصل إلى أربعة لاعبين وأربعة شخصيات AI.

## الحبكة
تدور أحداث كاسل كراشرز في عالم خيالي من القرون الوسطى. تبدأ بأربعة فرسان يحضرون حفلة في قلعة الملك. خلال الحفلة يصل ساحر غامق يسرق جوهرة غامضة ويأسر أربع أميرات. يرسل الملك الفرسان لاسترداد الجوهرة وإنقاذ بناته وتقديم الساحر إلى العدالة.  يواجه الفرسان العديد من الأعداء على طول الطريق بما في ذلك على سبيل المثال لا الحصر الفرسان الآخرين، ولقاءات متعددة مع العملاق وصديقه، واللصوص، و «سمك السلور» العملاق، وعمال المصانع، والمحيطات الوحشية مع قراصنة النينجا، والشياطين، ومستحضر الأرواح، و الغزاة الأجانب. مع تقدم الفرسان فإنهم ينجحوا في إنقاذ الأميرات، وفي النهاية تنتهي الرحلة بمواجهة أخيرة مع الساحر. يخرج الفرسان منتصرين من المواجهة بعد أن هزموا الساحر المظلم، وأنقذوا جميع بنات الملك، واستعادوا الجوهرة الغامضة.  ثم يركب الفرسان الجوهرة المستصلحة عبر العديد من ساحات القتال الفارغة في رحلتهم عائدين إلى القلعة. في القلعة يحضر الملك إحدى بناته لتقبيل إحدى الفرسان ووجهها مغطى طوال المباراة. كما هو الحال في المستويات السابقة يقاتل اللاعبون حتى الموت للمطالبة بقبلة من الأميرة. ولكن عندما يحاول الفائز القيام بذلك هذه المرة  يتم الكشف عن أن الأميرة هي مهرج يغطي الشاشة في الرسوم المتحركة. 

## الشخصيات
تحتوي كاسل كراشز على مجموعة متنوعة من الشخصيات مثل معظم الألعاب من نوعها. تتضمن لعبة كاسل كراشرز التي تضم جميع الشخصيات الرسمية التي تم إصدارها حتى الآن وهم 31 شخصية في المجموع. الشخصيات الأربعة الرئيسية القابلة للعب هي فارس أحمرو آخر أزرق و أخضر و برتقالي ولا تشمل شخصيات DLC التي كانت في الأصل في سوبر ميت بوي . الفرسان ليس لديهم أسماء مؤكدة.
| الشخصيات القابلة للعب | الرؤساء                 | لعب الأعداء           | DLC                                                  |
| --------------------- | ----------------------- | --------------------- | ---------------------------------------------------- |
| فارس أحمر             | ساحر شرير               | يتحمل                 | لا أستطيع التوقف عن البكاء (هاتي هاتينجتون)          |
| الفارس الأزرق         | مستحضر الأرواح          | فارس                  | حزمة استحضار الأرواح (مستحضر الأرواح ، مينيون عبادة) |
| أورانج نايت           | العملاق / العملاق أوندد | المبارز               | حزمة الملك (الملك)                                   |
| الفارس الأخضر         | كونهيد العريس           | صناعي                 | حزمة الفارس الوردي (بينك نايت)                       |
| فارس بيربل (حداد)     | ملك الثلج               | النينجا               | حزمة أسطورة الحدادة (حداد)                           |
| ملك                   | ميدوسا                  | الوحشي                |                                                      |
| الفارس الوردي         | دهان                    | هيكل عظمي             |                                                      |
|                       |                         | النحال                |                                                      |
|                       |                         | أجنبي ( أسلاف أجنبي ) |                                                      |
|                       |                         | شيطان النار           |                                                      |

## التطوير والتسويق
تم الكشف عن كاسل كراشرز لأول مرة في 14 يوليو 2005 في سان دييغو كومك كون إنترناشونال تحت عنوان العمل Ye) Olde Side-Scroller)   ومع ذل لم تحصل اللعبة على لقبها حتى عام 2006 عندما تم الإعلان عنها لـ إكس بوكس لايف آركيد. على الرغم من عرض العرض التوضيحي الأصلي لـ كوميك كون 2005 وهو يعمل على نينتندوا غيم كيوب إلا أنه لم يتم ذكر إصدار على منصة تستند إلى نينتندو.  تم إصداره لـ إكس بوكس 360 في 27 أغسطس 2008.  في 23 يوليو 2009 ، أعلن ذه بيهيموث أن كاسل كراشز ستأتي إلى بلاي ستيشن نيتورك.  تم إصدار اللعبة على بلاي ستيشن 3 في أمريكا الشمالية في 31 أغسطس 2010 وفي أوروبا في 3 نوفمبر 2010.  تم الإعلان عن إصدار مايكروسوفتويندوز الحصري لـ ستيم في 16 أغسطس 2012. 
تم تطوير الأسلوب الفني للعبة بواسطة الفنان الرئيسي في ذا بيهيموث دان بالادين عندما أنشأ الفريق مواقع وشخصيات جديدة ، تم استخدام فن الموضع كقالب لمظهر وحجم وحجم الفن النهائي. رسم بالادين عدة عمليات تسليم جزئية لمادة اللعبة ، ثم اختار واحدًا للإنهاء. على الرغم من أن بالادين كان المصدر الأساسي للكثير من الأعمال الفنية إلا أن المبرمج توم فولب ساعد في فن اللعبة وخلق بعض المخلوقات الصغيرة لشخصيات الزعماء. استشهد بالادين بـ ريفير سيتي رانسوم باعتباره مصدر إلهامه الأساسي لأسلوب فن اللعبة مشيرًا إلى تعبيرات الشخصية عند تلفها كنقطة تأثير معينة.  أضاف فولب أن العديد من عمليات بيتم أب من الثمانينيات والتسعينيات أثرت على اللعبة ، مثل جارديان هيروز وفاينال فايت  ودبل دراجون. تم إنشاء الكثير من الموسيقى للعبة بواسطة مستخدمي نيو جراوندز، حيث تعاقد ذا بيهيموث مع أكثر من عشرين فردًا لمساراتهم.  سجل بالادين بنفسه اثنين من المسارات في اللعبة.  تم توفير الموسيقى التصويرية مجانًا في 1 سبتمبر 2008 عبر موقع نيو جراوندز.

### محتوى قابل للتنزيل
يحتوي إصدار إكس بوكس 360 من اللعبة على أربع حزم محتوى قابلة للتنزيل. في 14 يناير 2009 تم إصدار محتوى كينج باك القابل للتنزيل وإضافة شخصيتين كرة حيوانية أخرى وثلاثة أسلحة. في 26 أغسطس 2009  تم إصدار حزمة محتوى ثانية قابلة للتنزيل تُعرف باسم نيكرومانتيك باك وأضيفت أيضًا شخصيتين كرة حيوانية واحدة وسلاحان بالإضافة إلى حزمة صور لملفات تعريف إكس بوكس لايف. يتم تضمين كلتا الحزمتين كجزء من اللعبة الكاملة على إصدار بلاي ستيشن 3 من كاسل كراشز. بالإضافة إلى ذلك فإن شخصية العنوان من العنوان السابق لـ ذا بيهيموث ألين هومينيد ، متاحة للعب على إكس بوكس 360 لأولئك الذين اشتروا  ألين هومينيد HD . نظرًا لأن ذا بيهيموث لم يكن لديه أي وسيلة لمعرفة ما إذا كان الفرد قد اشترى إصدار بلاي ستيشن 2 من ألين هومينيد فقد تم تضمين الشخصية في إصدار PS3 مجانًا. أوضح المطورون في مدونتهم "سنحاول ما هو الأكثر عدالة ونفترض أن كل شخص لديه PS2 Alien Hominid في هذه المرحلة،  أعلن ذا بيهيموث عن حزمة الفارس الوردي  والتي تتميز بـ فارس الوردي  وهي شخصية غير قابلة للفتح في إصدار إكس بوكس لايف آركيد من سوبر ميت بوي ، وخمسة أسلحة جديدة في 2 فبراير 2011. تم إصداره لـ بلاي ستيشن 3 في 8 فبراير 2011 مع إصدار على إكس بوكس 360 في 27 أغسطس 2011 جنبًا إلى جنب مع بلاك سميث باك التي تضيف شخصية إضافية وخمسة أسلحة جديدة. سيتم التبرع بجميع عائدات المحتوى لمؤسسة أبحاث سرطان الثدي. إذا كان لاعبو إكس بوكس 360 يمتلكون كلاً من كاسل كراشز و بيهيموث ، ومسرح بلاك باتل، يمكن للاعبين فتح "هاتي هاتينجتو" كرة جديدة وثلاثة أسلحة جديدة بالإضافة إلى محتوى كاسل كراشز في مسرح بلاك باتل.

### النسخة المعدلة
في 15 يونيو 2015  أعلن ذا بيهيموث عن النسخة المعدلة من كاسل كراشز ، وهي نسخة معدلة من اللعبة لأجهزة إكس بوكس ون، بينما تلقتها نسخة ستيم في شكل تحديث مجاني. يتميز الإصدار المعدل بنسيج عالي الجودة  ومعدل إطارات غير محدد 
وتحسينات أداء متعددة اللاعبين ، ولعبة صغيرة إضافية   ذكر ذا بيهيموث لاحقًا أن إصدار بلاي ستيشن 4 لم يكن في خططهم بسبب الفريق الصغير والموارد المحدودة.
ومع ذلك ، في 14 مارس 2019 قام ذا بيهيموث بإثارة صورة عبر حساباتهم على تويتر وفيسبوك تصور أربعة نينتيدو سويتش Joy-Cons بلون الفرسان الأربعة الأصليين. تبع ذلك في 15 مارس 2019 بتغريدة باستخدام دوال شوك تحتوي كل منها على أشرطة ضوئية لوحدات التحكم تعرض ألوان كل من الفرسان الأربعة الأصليين الذين يمكن لعبهم ولا سيما الأخضر والأحمر والأزرق والبرتقالي. تذكر منشورات تويتر وفيسبوك فقط «أراك الثلاثاء لمزيد من الأشياء. .»..
ردًا على تعليقات المستخدمين، ردت ذا بيهيموث بصور GIF لتأكيد تنبؤات المستخدمين بإصدار PS4 معدل. في 19 مارس 2019 ، خلال بني أركيد إكسبو  ، أعلنت ذا بيهيموث أن كاسل كراشز النسخة المعدلة ستأتي إلى كل من نينتيندو سويتش و بلاي ستيشن 4 بسبب الطلب الشعبي، وكان هناك عروض توضيحية خلال الحدث.

## استقبال
تم استقبال كاسل كراشرز جيدًا على كل منصة. تشير ميتاكريتيك إلى النتائج الإجمالية 82/100 على إكس بوكس 360 و 85/100 على بلاي ستيشن 3.   لقد كان نجاحًا تجاريًا حيث باع إصدار إكس بوكس 360 أكثر من مليوني نسخة على إكس بوكس 360 وحده اعتبارًا من نهاية العام 2010. كان إجمالي 2011 أكثر من 2.6 مليون على إكس بوكس لايف أركيد وحده. كان أداء إصدار بلاي ستيشن 3 جيدًا أيضًا ، حيث انتقل إلى أكثر من 181000 في عام 2010. احتل محرر آي جي إن كام شيا المرتبة الثالثة في قائمة أفضل 10 ألعاب إكس بوكس لايف أركيد. وقد أشاد بها لكونها بمثابة استدعاء لنوع محبوب للغاية وتصميم رائع للعبة. بالإضافة إلى ذلك في تصنيف سبتمبر 2010 ، أدرج آي جي إن كاسل كراشرز  في المركز الخامس في أفضل خمسة وعشرين عنوانًا لـ إكس بوكس لايف أركيد على الإطلاق. تم التصويت عليها كأفضل لعبة لعام 2008 في حفل توزيع جوائز إكس بوكس لايف أركيد  كانت كاسل كراشرز أيضًا العنوان الأكثر مبيعًا لـ إكس بوكس لايف أركيد لعام 2008. أطلق فريق غيمينج تارجت نهاواحدة من «40 لعبة سنلعبها منذ عام 2008».
أشاد المراجعون عالميًا بأسلوب الفن الفريد لـ كاسل كراشر. وأشار دون فرانسيس من غيم سبوت إلى أن «التصميم الفني الواضح يجعل اللعبة تتألق حقًا.»  لاحظ أندرو هايوارد من موقع 1 أب.كوم أن الشخصيات المرسومة يدويًا وتأثيرات ومشاهد اللعبة تجعل اللعبة مشرقة. صرح دان وايتهيد من يورو غيمير أن فن اللعبة كان أكثر تفصيلاً وصقلًا من العنوان السابق لـ  ذا بيهيموث ألين هومينيد. أشاد المراجعون بروح اللعبة بشكل عام. كتب تروي ماتسوميا ، أثناء كتابته لـ غيمينج تارجت كانت «أكبر وأكثر تسلية» من الإنسان الفضائي. كما أشاد كل من فرانسيس وهيلاري جولدشتاين من آي جي إن بروح اللعبة. تلقت اللعبة أيضًا درجات عالية من المراجعين. صرح موظفو غيم تريلرز بأن اللعبة تتمتع «ببساطتها المخادعة التي تجذبك إلى الداخل.»  أشاد غولدشتاين بطريقة اللعب المبسط ، وقال إن اللعبة كانت بمثابة ارتداد حديث لألعاب الضرب الكلاسيكية. وأشار أيضًا إلى قيمة إعادة التشغيل العالية ، واستشهد بأربعة لاعبين في اللعبة وعدد من العناصر القابلة للفتح كأسباب لاستمرار ممارسة اللعبة. 
أعرب العديد من المراجعين عن إحباطهم المبكر فيما يتعلق بقضايا الاتصال متعدد اللاعبين، ولكن تم حل هذه المشكلات في تحديث رئيسي للعبة لاحقًا.  ذكر فرانسيس أن مشاكل الاتصال «تعيق تجربة اللعب الجماعي».  قال وايتهيد: «على الرغم من المحاولة طوال النهار والليل في يوم الإطلاق لم نتمكن من الحصول إلا على لعبتين للاعبين على مستويين قبل فقد الاتصال»  أبلغ هايوارد أيضًا عن مشكلات اتصال طفيفة في إصدار بلاي ستيشن 3 تلقى إصداربلاي ستيشن3أيضًا انتقادات من كارولين بيتي من غيم سبوت لإضافي في لعبة الكرة الطائرة والتي وصفتها ببساطة بأنها «رديئة».

### قضايا تقنية
واجه بعض المستخدمين مشكلات في العثور على الألعاب المتاحة عبر الإنترنت ، بالإضافة إلى تجميد إكس بوكس 360 الخاص بهم أحيانًا عند محاولة الانضمام إلى لعبة إكس بوكس لايف، أو أثناء وجودهم بالفعل في إحدى الألعاب.   قال بالادين: «هناك إعدادات معينة للشبكة ، إذا كنت في بيئة شبكة محددة للغاية  فلن تعمل مع اتصال شخص آخر وهذا ما يحدث. ولكن هذا شيء نتناوله بالفعل من خلال العمل مع مايكروسوفت للحصول على تصحيح في أسرع وقت ممكن.»  بالإضافة إلى مشاكل تعدد اللاعبين قد تعاني اللعبة أيضًا من حين لآخر من ملفات حفظ تالفة ، مما يتسبب في فقدان اللاعبين لتقدم الشخصية. في مقابلة مع جوي ستيج ، صرح توم فولب و دان بالادين من ذا بيهيموث أنهما كانا يعملان مع مايكروسوفت لإصدار تصحيح في أقرب وقت ممكن من أجل إصلاح المشكلات.  تم إصدار تصحيح للعبة في 24 ديسمبر 2008 لإصلاح الثغرات والثغرات بالإضافة إلى حل مشكلات الشبكات التي حدثت عند إطلاق اللعبة.   تم الإبلاغ أيضًا عن مشكلات شبكات مماثلة في إصدار بلاي ستيشن3 من اللعبة.   يسمح إصدار بلاي ستيشن 3 من اللعبة بتسجيل الدخول إلى ملف تعريف واحد فقط لكل وحدة تحكم مع عدم قدرة اللاعبين الإضافيين على استخدام تقدمهم الخاص بدلاً من الملف الشخصي المستخدم.
1. 1 2 3  "Castle Crashers Out Today for PSN!". ذا بيهيموث. 31 أغسطس 2010. مؤرشف من الأصل في 2018-07-09. اطلع عليه بتاريخ 2010-10-20.
2. ↑  Sliwinski، Alexander (16 أغسطس 2012). "Castle Crashers busting into Steam". Joystiq. مؤرشف من الأصل في 2015-02-09. اطلع عليه بتاريخ 2012-08-16.
3. ↑  "Castle Crashers". غيم برو. مؤرشف من الأصل في 2008-08-27. اطلع عليه بتاريخ 2008-09-02.
4. 1 2  "The Behemoth Blog Announcing Castle Crashers Remastered". blog.thebehemoth.com. مؤرشف من الأصل في 2020-12-23.
5. 1 2  "Castle Crashers Remastered is a Free Update For PC". مؤرشف من الأصل في 2021-01-09.
6. ↑  Orry، James (26 فبراير 2010). "Volleyball mini-game announced for PS3 Castle Crashers". VideoGamer.com. مؤرشف من الأصل في 2019-08-23. اطلع عليه بتاريخ 2010-11-03.
7. ↑  Leone، Matt (14 يوليو 2005). "The Behemoth's Next Game". 1أب.كوم. مؤرشف من الأصل في 2012-08-03. اطلع عليه بتاريخ 2010-11-03.
8. ↑  Carle, Chris (14 Jul 2005). "Comic-Con 2005: New Behemoth Hack n' Slash". IGN (بالإنجليزية الأمريكية). Archived from the original on 2019-03-24. Retrieved 2017-10-09.
9. ↑  Leone، Matt (19 يوليو 2006). "Castle Crashers". 1UP.com. مؤرشف من الأصل في 2012-08-02. اطلع عليه بتاريخ 2010-11-03.
10. ↑  "Castle Crashers busting onto PS3". غيم سبوت. 23 يوليو 2009. مؤرشف من الأصل في 2019-03-24. اطلع عليه بتاريخ 2017-09-05.
11. ↑  Torres، Ricardo (22 يوليو 2009). "Castle Crashers First Look". GameSpot. مؤرشف من الأصل في 2009-07-26. اطلع عليه بتاريخ 2009-07-22.
12. ↑  Emil (2 فبراير 2009). "Frost King". ذا بيهيموث. مؤرشف من الأصل في 2009-04-28. اطلع عليه بتاريخ 2011-04-01.
13. ↑  "Baiyon interviews Dan Paladin". nobuooo.com via يوتيوب. 29 سبتمبر 2009. مؤرشف من الأصل في 2019-11-13. اطلع عليه بتاريخ 2010-11-03.
14. 1 2  "Castle Crashers Interview". GamerVision via YouTube. 10 سبتمبر 2008. مؤرشف من الأصل في 2020-12-30. اطلع عليه بتاريخ 2010-11-03.
15. ↑  "Castle Crashers - Soundtrack". نيو جراوندس. مؤرشف من الأصل في 2020-08-15. اطلع عليه بتاريخ 2011-04-07.
16. ↑  Revak، Kelly (13 مايو 2010). "Alien. Rhymes with Flalien". The Behemoth. مؤرشف من الأصل في 2019-09-05. اطلع عليه بتاريخ 2010-10-20.
17. ↑  McWhertor، Michael (2 فبراير 2011). "Due To Popular Demand Castle Crashers Adds Pink Knight". كوتاكو. مؤرشف من الأصل في 2018-11-04. اطلع عليه بتاريخ 2011-02-04.
18. ↑  The Behemoth (2 أبريل 2013). "Special Unlocks in BattleBlock Theater and Castle Crashers XBLA". مؤرشف من الأصل في 2020-10-03.
19. ↑  "CCR for PS3/PS4". The Behemoth Community. مؤرشف من الأصل في 2019-08-23.
20. ↑  thebehemoth (14 مارس 2019).  (تغريدة) https://x.com/thebehemoth/status/1106235180295970816. {{استشهاد ويب}}: الوسيط |title= غير موجود أو فارغ (مساعدة)
21. ↑  thebehemoth (15 مارس 2019).  (تغريدة) https://x.com/thebehemoth/status/1106603329348501504. {{استشهاد ويب}}: الوسيط |title= غير موجود أو فارغ (مساعدة)
22. ↑  Paladin، Dan (19 مارس 2019). "Castle Crashers Remastered coming to Nintendo Switch and PlayStation 4". blog.thebehemoth.com. مؤرشف من الأصل في 2020-11-07.
23. ↑  Langley، Ryan (28 يناير 2011). "XBLA: In-Depth: Xbox Live Arcade Sales Analysis For All Of 2010". Gamerbytes. مؤرشف من الأصل في 2011-02-01. اطلع عليه بتاريخ 2011-01-31.
24. ↑  Langley، Ryan (20 يناير 2012). "Xbox Live Arcade by the numbers - the 2011 year in review". غيماسوترا. مؤرشف من الأصل في 2020-10-09. اطلع عليه بتاريخ 2012-01-23.
25. ↑  Langley، Ryan (6 فبراير 2011). "In-Depth: PlayStation Network Sales Analysis, November - December 2010, And A Look At The Whole Year". Gamerbytes. مؤرشف من الأصل في 2011-02-11. اطلع عليه بتاريخ 2011-02-08.
26. ↑  "IGN's Top 10 Xbox Live Arcade Games". IGN. 7 مايو 2009. مؤرشف من الأصل في 2020-05-09. اطلع عليه بتاريخ 2009-08-07.
27. ↑  "The Top 25 Xbox Live Arcade Games". IGN. 16 سبتمبر 2010. مؤرشف من الأصل في 2010-09-18. اطلع عليه بتاريخ 2010-09-16.
28. ↑  Haas، Pete (23 مارس 2009). "Castle Crashers Is 2008 Xbox Live Arcade Game Of The Year". Cinema Blend. مؤرشف من الأصل في 2017-08-14. اطلع عليه بتاريخ 2010-10-20.
29. ↑  Guttridge، Luke (5 يناير 2009). "Castle Crashers topped 2008 Arcade". Play.tm. مؤرشف من الأصل في 2010-10-14. اطلع عليه بتاريخ 2010-10-20.
30. ↑  GT Staff (5 يناير 2009). "40 Games We'll Still Be Playing From 2008: Part 1". Gaming Target. مؤرشف من الأصل في 2019-08-23. اطلع عليه بتاريخ 2010-10-20.
31. 1 2 3  Francis، Don (27 أغسطس 2008). "Castle Crashers Review". GameSpot. مؤرشف من الأصل في 2019-09-08. اطلع عليه بتاريخ 2010-10-20.
32. ↑  Hayward، Andrew (2 سبتمبر 2008). "Castle Crashers XBLA Review". 1أب.كوم. مؤرشف من الأصل في 2012-07-28. اطلع عليه بتاريخ 2010-10-20.
33. 1 2  Whitehead، Dan (28 أغسطس 2008). "Castle Crashers". يورو غيمر. مؤرشف من الأصل في 2019-10-08. اطلع عليه بتاريخ 2010-10-20.
34. ↑  Matsumiya، Troy؛ GT Staff (24 سبتمبر 2008). "Castle Crashers". Gaming Target. مؤرشف من الأصل في 2020-12-30. اطلع عليه بتاريخ 2010-11-05.
35. ↑  Goldstein، Hilary (27 أغسطس 2008). "Castle Crashers Review". آي جي إن. مؤرشف من الأصل في 2011-07-13. اطلع عليه بتاريخ 2010-10-20.
36. ↑  "Castle Crashers Video Game, Review". غيم تريلرز. 27 أغسطس 2008. مؤرشف من الأصل في 2012-05-31. اطلع عليه بتاريخ 2010-10-20.
37. 1 2  Hayward، Andrew (1 سبتمبر 2010). "Castle Crashers PSN Review". 1UP.com. مؤرشف من الأصل في 2012-10-17. اطلع عليه بتاريخ 2010-11-05.
38. ↑  Petit، Carolyn (9 سبتمبر 2010). "Castle Crashers Review". GameSpot. مؤرشف من الأصل في 2011-11-05. اطلع عليه بتاريخ 2010-11-05.
39. ↑  Watts، Steve (29 سبتمبر 2008). "Castle Crashers: Online Bugs Reported". 1UP.com. مؤرشف من الأصل في 2012-10-17. اطلع عليه بتاريخ 2010-11-05.
40. ↑  Burg، Dustin (31 أغسطس 2008). "PAX 2008: The Behemoth talks Castle Crashers pricing, patches and performance". Joystiq. مؤرشف من الأصل في 2020-12-30. اطلع عليه بتاريخ 2008-08-31.
41. ↑  Plunkett، Luke (22 ديسمبر 2008). "Castle Crashers FINALLY Gets Patched". Kotaku. مؤرشف من الأصل في 2016-08-24. اطلع عليه بتاريخ 2010-11-05.
42. ↑  Steimer، Kristine (2 سبتمبر 2010). "Castle Crashers Review (PlayStation 3)". IGN. مؤرشف من الأصل في 2012-03-18. اطلع عليه بتاريخ 2010-10-20.
43. ↑  Revak، Kelly (15 سبتمبر 2010). "Thanks for playing!". The Behemoth. مؤرشف من الأصل في 2021-01-09. اطلع عليه بتاريخ 2010-11-03.